# Tripteroides microlepis
Tripteroides microlepis är en tvåvingeart som först beskrevs av Edwards 1927.  Tripteroides microlepis ingår i släktet Tripteroides och familjen stickmyggor. Inga underarter finns listade i Catalogue of Life.